# Olympische Winterspiele 2010/Freestyle-Skiing – Skicross (Frauen)
Das Skircrossrennen der Frauen bei den Olympischen Spielen 2010 in Vancouver fand am 23. Februar 2010 statt.
Olympiasiegerin wurde Ashleigh McIvor aus Kanada, vor der Norwegerin Hedda Berntsen, die Silber gewann. Die Bronzemedaille sicherte sich Marion Josserand aus Frankreich.

## Ergebnisse

### Qualifikation
Die Qualifikation wurde um 10:30 Uhr (Ortszeit) ausgetragen.
| Rang | Name                     | Nation         | Zeit (min) | Anm. |
| ---- | ------------------------ | -------------- | ---------- | ---- |
| 1    | Anna Holmlund            | Schweden       | 1:17,15    | Q    |
| 2    | Ashleigh McIvor          | Kanada         | 1:17,17    | Q    |
| 3    | Fanny Smith              | Schweiz        | 1:17,38    | Q    |
| 4    | Kelsey Serwa             | Kanada         | 1:17,94    | Q    |
| 5    | Hedda Berntsen           | Norwegen       | 1:17,96    | Q    |
| 6    | Ophélie David            | Frankreich     | 1:18,14    | Q    |
| 7    | Anna Wörner              | Deutschland    | 1:18,45    | Q    |
| 8    | Karin Huttary            | Österreich     | 1:18,84    | Q    |
| 9    | Katrin Müller            | Schweiz        | 1:18,92    | Q    |
| 10   | Danielle Poleschuk       | Kanada         | 1:19,02    | Q    |
| 11   | Magdalena Iljans         | Schweden       | 1:19,05    | Q    |
| 12   | Marte Høie Gjefsen       | Norwegen       | 1:19,30    | Q    |
| 13   | Marion Josserand         | Frankreich     | 1:19,42    | Q    |
| 14   | Julia Murray             | Kanada         | 1:19,54    | Q    |
| 15   | Jenny Owens              | Australien     | 1:19,80    | Q    |
| 16   | Saša Farič               | Slowenien      | 1:20,01    | Q    |
| 17   | Katya Crema              | Australien     | 1:20,19    | Q    |
| 18   | Julie Jensen             | Norwegen       | 1:20,23    | Q    |
| 19   | Heidi Zacher             | Deutschland    | 1:20,35    | Q    |
| 20   | Sophie Fjellvang-Sølling | Dänemark       | 1:20,41    | Q    |
| 21   | Noriko Fukushima         | Japan          | 1:20,56    | Q    |
| 22   | Katrin Ofner             | Österreich     | 1:20,61    | Q    |
| 23   | Andrea Limbacher         | Österreich     | 1:20,86    | Q    |
| 24   | Julia Manhard            | Deutschland    | 1:21,10    | Q    |
| 25   | Katharina Gutensohn      | Österreich     | 1:21,26    | Q    |
| 26   | Karolina Riemen          | Polen          | 1:21,36    | Q    |
| 27   | Gro Kvinlog              | Norwegen       | 1:21,93    | Q    |
| 28   | Chloé Georges            | Frankreich     | 1:22,03    | Q    |
| 29   | Franziska Steffen        | Schweiz        | 1:22,32    | Q    |
| 30   | Michelle Greig           | Neuseeland     | 1:22,52    | Q    |
| 31   | Rocío Delgado            | Spanien        | 1:22,67    | Q    |
| 32   | Julija Liwinskaja        | Russland       | 1:22,83    | Q    |
| 33   | Ruxandră Nedelcu         | Rumänien       | 1:23,04    |      |
| 34   | Sarah Sauvey             | Großbritannien | 1:24,52    |      |
| 35   | Sanna Lüdi               | Schweiz        | 1:32,87    |      |

### Achtelfinale

#### Lauf 1
| Rang | Athletin          | Nation      | Anm. |
| ---- | ----------------- | ----------- | ---- |
| 1    | Anna Holmlund     | Schweden    | Q    |
| 2    | Saša Farič        | Slowenien   | Q    |
| 3    | Julia Manhard     | Deutschland |      |
| 4    | Julija Liwinskaja | Russland    | DNF  |

#### Lauf 2
| Rang | Athletin            | Nation     | Anm. |
| ---- | ------------------- | ---------- | ---- |
| 1    | Karin Huttary       | Österreich | Q    |
| 2    | Katya Crema         | Australien | Q    |
| 3    | Katharina Gutensohn | Österreich |      |
| 4    | Katrin Müller       | Schweiz    | DNF  |

#### Lauf 3
| Rang | Athletin         | Nation      | Anm. |
| ---- | ---------------- | ----------- | ---- |
| 1    | Ophélie David    | Frankreich  | Q    |
| 2    | Magdalena Iljans | Schweden    | Q    |
| 3    | Gro Kvinlog      | Norwegen    |      |
| 4    | Heidi Zacher     | Deutschland | DNF  |

#### Lauf 4
| Rang | Athletin          | Nation     | Anm. |
| ---- | ----------------- | ---------- | ---- |
| 1    | Kelsey Serwa      | Kanada     | Q    |
| 2    | Marion Josserand  | Frankreich | Q    |
| 3    | Noriko Fukushima  | Japan      |      |
| 4    | Franziska Steffen | Schweiz    | DNF  |

#### Lauf 5
| Rang | Athletin       | Nation     | Anm. |
| ---- | -------------- | ---------- | ---- |
| 1    | Fanny Smith    | Schweiz    | Q    |
| 2    | Julia Murray   | Kanada     | Q    |
| 3    | Katrin Ofner   | Österreich |      |
| 4    | Michelle Greig | Neuseeland |      |

#### Lauf 6
| Rang | Athletin                 | Nation     | Anm. |
| ---- | ------------------------ | ---------- | ---- |
| 1    | Hedda Berntsen           | Norwegen   | Q    |
| 2    | Marte Høie Gjefsen       | Norwegen   | Q    |
| 3    | Sophie Fjellvang-Sølling | Dänemark   |      |
| 4    | Chloé Georges            | Frankreich |      |

#### Lauf 7
| Rang | Athletin           | Nation      | Anm. |
| ---- | ------------------ | ----------- | ---- |
| 1    | Julie Jensen       | Norwegen    | Q    |
| 2    | Karolina Riemen    | Polen       | Q    |
| 3    | Danielle Poleschuk | Kanada      |      |
| 4    | Anna Wörner        | Deutschland | DNF  |

#### Lauf 8
| Rang | Athletin         | Nation     | Anm. |
| ---- | ---------------- | ---------- | ---- |
| 1    | Ashleigh McIvor  | Kanada     | Q    |
| 2    | Jenny Owens      | Australien | Q    |
| 3    | Rocío Delgado    | Spanien    |      |
| 4    | Andrea Limbacher | Österreich | DNF  |

### Viertelfinale

#### Lauf 1
| Rang | Athletin      | Nation     | Anm. |
| ---- | ------------- | ---------- | ---- |
| 1    | Karin Huttary | Österreich | Q    |
| 2    | Anna Holmlund | Schweden   | Q    |
| 3    | Katya Crema   | Australien |      |
| 4    | Saša Farič    | Slowenien  |      |

#### Lauf 2
| Rang | Athletin         | Nation     | Anm. |
| ---- | ---------------- | ---------- | ---- |
| 1    | Kelsey Serwa     | Kanada     | Q    |
| 2    | Marion Josserand | Frankreich | Q    |
| 3    | Magdalena Iljans | Schweden   | DNF  |
| 4    | Ophélie David    | Frankreich | DNF  |

#### Lauf 3
| Rang | Athletin           | Nation   | Anm. |
| ---- | ------------------ | -------- | ---- |
| 1    | Hedda Berntsen     | Norwegen | Q    |
| 2    | Fanny Smith        | Schweiz  | Q    |
| 3    | Marte Høie Gjefsen | Norwegen |      |
| 4    | Julia Murray       | Kanada   |      |

#### Lauf 4
| Rang | Athletin        | Nation     | Anm. |
| ---- | --------------- | ---------- | ---- |
| 1    | Ashleigh McIvor | Kanada     | Q    |
| 2    | Julie Jensen    | Norwegen   | Q    |
| 3    | Jenny Owens     | Australien |      |
| 4    | Karolina Riemen | Polen      |      |

### Halbfinale

#### Lauf 1
| Rang | Athletin         | Nation     | Anm.          |
| ---- | ---------------- | ---------- | ------------- |
| 1    | Karin Huttary    | Österreich | Finale        |
| 2    | Marion Josserand | Frankreich | Finale        |
| 3    | Kelsey Serwa     | Kanada     | Kleine Finale |
| 4    | Anna Holmlund    | Schweden   | Kleine Finale |

#### Lauf 2
| Rang | Athletin        | Nation   | Anm.          |
| ---- | --------------- | -------- | ------------- |
| 1    | Hedda Berntsen  | Norwegen | Finale        |
| 2    | Ashleigh McIvor | Kanada   | Finale        |
| 3    | Fanny Smith     | Schweiz  | Kleine Finale |
| 4    | Julie Jensen    | Norwegen | Kleine Finale |

## Finale

### Kleines Finale
| Rang | Athletin      | Nation   | Anm. |
| ---- | ------------- | -------- | ---- |
| 5    | Kelsey Serwa  | Kanada   |      |
| 6    | Anna Holmlund | Schweden |      |
| 7    | Fanny Smith   | Schweiz  |      |
| 8    | Julie Jensen  | Norwegen |      |

### Großes Finale
| Rang | Athletin         | Nation     | Anm. |
| ---- | ---------------- | ---------- | ---- |
| 1    | Ashleigh McIvor  | Kanada     |      |
| 2    | Hedda Berntsen   | Norwegen   |      |
| 3    | Marion Josserand | Frankreich |      |
| 4    | Karin Huttary    | Österreich |      |